# Teresa Torrens i Illas
Teresa Torrens i Illas (Barcelona, 1892 – Barcelona, 1951) fou una dirigent esportiva catalana.
Mestra de professió, treballava com a cap de la Secció de Delinenants a la Telefònica. Fou una de les principals impulsores, juntament amb la seva germana Josefina i Enriqueta Sèculi, del Club Femení i d'Esports, primera institució esportiva exclusivament femenina de Catalunya, fundat l'octubre de 1928 a Barcelona. En fou la seva primera presidenta i el 1933 fou nomenada presidenta honorària de l'entitat.